# جورج بانكروفت (ممثل)
جورج بانكروفت (بالإنجليزية: George Bancroft)‏ مواليد 30 أغسطس 1882 في فيلادلفيا - الوفاة 2 أكتوبر 1956 في سانتا مونيكا، الولايات المتحدة، هو ممثل أمريكي بدأ مسيرته الفنية سنة 1925. امتدت مسيرته الفنية لأكثر من 31 عاما. درس في أكاديمية الولايات المتحدة البحرية.

## الأعمال
- العالم السفلي
- السيد ديدز يذهب إلى المدينة
- عربة الجياد

## روابط خارجية
- جورج بانكروفت على موقع IMDb (الإنجليزية)
- جورج بانكروفت على موقع الموسوعة البريطانية (الإنجليزية)
- جورج بانكروفت على موقع أول موفي (الإنجليزية)
- جورج بانكروفت على موقع قاعدة بيانات برودواي على الإنترنت (الإنجليزية)
- جورج بانكروفت على موقع قاعدة بيانات الأفلام السويدية (السويدية)
- جورج بانكروفت على موقع إن إن دي بي (الإنجليزية)
- جورج بانكروفت على موقع قاعدة بيانات الفيلم (الإنجليزية)